# Mipomersen
Mipomersen (INN; tên thương mại Kynamro) được sử dụng để điều trị tăng cholesterol máu gia đình đồng hợp tử và được tiêm dưới da. Có nguy cơ tổn thương gan nghiêm trọng từ loại thuốc này và nó chỉ có thể được quy định trong bối cảnh kế hoạch quản lý rủi ro.

## Chỉ định
Kynamro được sử dụng để điều trị tăng cholesterol máu gia đình đồng hợp tử và được tiêm bằng cách tiêm.
Nó không thể được tự do quy định; thay vào đó, mọi người sử dụng mipomersen đều được ghi danh vào chương trình Đánh giá rủi ro và chiến lược giảm thiểu rủi ro (REMS) được FDA phê chuẩn.

### Mang thai và cho con bú
Mipomersen là thai kỳ loại B; phụ nữ đang mang thai hoặc có ý định mang thai chỉ nên sử dụng thuốc này nếu cần thiết. Không biết nó có được tiết ra trong sữa mẹ hay không, nhưng nó được tìm thấy được tiết ra trong sữa mẹ của chuột.

## Chống chỉ định
Thuốc chống chỉ định ở những người bị suy gan từ trung bình đến nặng, các bệnh về gan đang hoạt động và nồng độ men gan transaminase cao không giải thích được.

## Tác dụng phụ
Thuốc có hộp đen cảnh báo về nguy cơ tổn thương gan; đặc biệt nó có thể gây ra sự gia tăng nồng độ transaminase và gây ra bệnh gan nhiễm mỡ.
Trong các thử nghiệm lâm sàng, 18% đối tượng dùng mipomersen đã ngừng sử dụng thuốc do tác dụng phụ; Các tác dụng phụ phổ biến nhất dẫn đến ngừng thuốc là phản ứng tại chỗ tiêm, tăng transaminase, các triệu chứng giống cúm (sốt, ớn lạnh, đau bụng, buồn nôn, nôn) và xét nghiệm gan bất thường.
Các tác dụng phụ khác bao gồm: các vấn đề về tim bao gồm đau thắt ngực và đánh trống ngực, phù, đau ở chân hoặc cánh tay, đau đầu, mất ngủ và tăng huyết áp.

## Tương tác
Các loại thuốc khác được biết là gây ra các vấn đề về gan có thể làm tăng nguy cơ tổn thương gan của mipomersen. Không có tương tác dược động học đã được mô tả.

## Dược lý

### Cơ chế hoạt động
Mipomersen liên kết với RNA thông tin mã hóa cho apolipoprotein B-100 (ApoB-100), một thành phần chính của lipoprotein mật độ thấp (LDL) và lipoprotein mật độ rất thấp (VLDL). Hậu quả là RNA bị suy giảm bởi enzyme ribonuclease H và ApoB-100 không được dịch.

### Dược động học
Sau khi tiêm dưới da, mipomersen đạt mức máu cao nhất sau 3 đến 4 giờ. Nó tích lũy trong gan, thuận tiện vì apolipoprotein B chủ yếu hoạt động ở đó. Liên kết protein là hơn 90%. Các phân tử dần dần bị phá vỡ bởi endonuclease và sau đó bởi exonuclease. Sau 24 giờ, ít hơn 4% các sản phẩm thoái hóa được tìm thấy trong nước tiểu, và thời gian bán hủy tổng thể là 1 đến 2 tháng.

## Hóa học
Hợp chất này là một oligonucleotide 'thế hệ thứ hai'; các nucleotide được liên kết với các liên kết phosphorothioate chứ không phải là liên kết phosphodiester của RNA và DNA, và các phần đường là deoxyribose ở phần giữa của phân tử và ribose biến đổi 2'- O -methoxyethyl ở hai đầu. Những sửa đổi này làm cho thuốc kháng thoái hóa bởi các nuclease, cho phép nó được sử dụng hàng tuần.
Chuỗi hoàn chỉnh được mô tả dưới đây: :10
5'— G *— mC *— mC *— mU *— mC *— dA — dG — dT — dmC — dT — dG — dmC — dT — dT — dmC — G *— mC *— A *— mC *— mC *—3'

Cấu trúc hóa học

Bộ khung hoàn chỉnh

* = 2'- O - (2-metoxyethyl)
m = 5-metyl
d = 2'-deoxy

## Lịch sử
Thuốc được phát hiện và phát triển đến Giai đoạn 2 bởi Ionis Dược phẩm và sau đó được cấp phép cho Tập đoàn Genzyme vào năm 2008 bằng cách đấu giá. Isis kiếm được khoản thanh toán trả trước là 325 triệu đô la, với khoản thanh toán thêm 825 triệu đô la nếu đạt được các mốc quan trọng.
Mipomersen đã bị Cơ quan y tế châu Âu từ chối vào năm 2012  và một lần nữa vào năm 2013 do lo ngại về tác dụng phụ của gan và tim mạch.
Vào tháng 1 năm 2013, Cục Quản lý Thực phẩm và Dược phẩm Hoa Kỳ đã phê duyệt mipomersen để điều trị chứng tăng cholesterol máu gia đình đồng hợp tử.